# Rajd Automobilistico Internazionale del Sestriere 1957
Rajd Automobilistico Internazionale del Sestriere 1957 (8. Automobilistico Int. del Sestriere) – 8. edycja rajdu samochodowego Rajd Automobilistico Internazionale del Sestriere rozgrywanego we Włoszech. Rozgrywany był od 25 lutego do 1 marca 1957 roku. Była to pierwsza runda Rajdowych Mistrzostw Europy w roku 1957.

## Klasyfikacja rajdu
| Miejsce                      | Kierowca                     | Pilot                        | Samochód                           | Czas                         | Strata                       |                              |
| Klasyfikacja generalna i ERC | Klasyfikacja generalna i ERC | Klasyfikacja generalna i ERC | Klasyfikacja generalna i ERC       | Klasyfikacja generalna i ERC | Klasyfikacja generalna i ERC | Klasyfikacja generalna i ERC |
| ---------------------------- | ---------------------------- | ---------------------------- | ---------------------------------- | ---------------------------- | ---------------------------- | ---------------------------- |
| 1.                           | Pier-Carlo Borghesio         | G. Bianchi                   | Panhard Dyna                       | 11                           | 0.0                          |                              |
| 2.                           | Enrico Turri                 | Arrigo Cocchetti             | Alfa Romeo Giulietta               | 15                           | +4                           |                              |
| 3.                           | Carlo Maria Abate            | Federico Motton              | Alfa Romeo Giulietta SVZ           | 15                           | +4                           |                              |
| 4.                           | Anton-Giorgio Stardero       | Mark                         | Alfa Romeo Giulietta TI            | 18                           | +7                           |                              |
| 5.                           | Giulio Cabianca              | Mario Orefice                | Alfa Romeo Giulietta Sprint Veloce | 19                           | +8                           |                              |
| 6.                           | Paolo Lena                   | Orlando Palanga              | Ferrari 250 GT                     | 22                           | +11                          |                              |
| 7.                           | Corcos                       | Janari                       | Fiat 600                           | 24                           | +13                          |                              |
| 8.                           | Oscar Papais                 | Eros Crivellari              | Ferrari 250 GT                     | 26                           | +15                          |                              |
| 9.                           | Antonio Fiorani              | Gino Munaron                 | Maserati A6G                       | 26                           | +15                          |                              |
| 10.                          | Giorgio Superti              | Fiorani                      | Alfa Romeo Giulietta               | 27                           | +16                          |                              |